# ارترونل
ارترونل (به انگلیسی: Orteronel) یک ترکیب شیمیایی با شناسه پاب‌کم ۹۸۸۳۰۲۹ است. 